# ادوارد اشتپانیک
ادوارد اشتپانیک (به لهستانی: Edward Szczepanik)؛ (۲۲ اوت ۱۹۱۵ – ۱۱ اکتبر ۲۰۰۵) اقتصاددان و سیاستمدار اهل لهستان بود. 
او آخرین نخست وزیر دولت در تبعید لهستان بود.